# Julian Rosefeldt

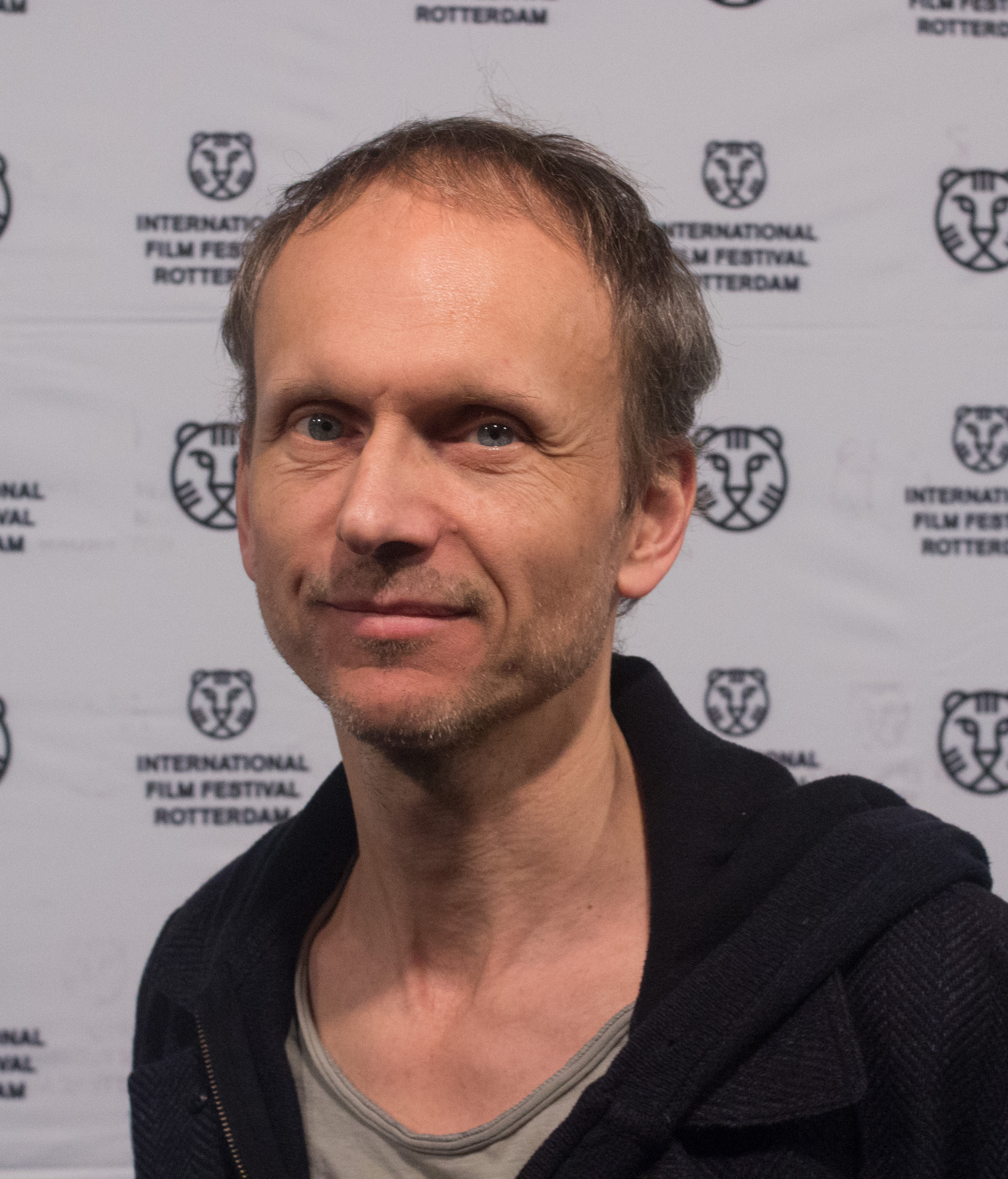
Julian Rosefeldt, 2017

Julian Rosefeldt (* 1965 in München) ist ein deutscher Filmkünstler und Regisseur an der „Schnittstelle zwischen narrativem Film und komplexer Filminstallation“.
Seit 2011 unterrichtet er an der Akademie der Bildenden Künste München.

## Leben
Julian Rosefeldt studierte Architektur in München und Barcelona. In seiner Diplomarbeit im Fach Architektur Hidden City hat er zusammen mit Piero Steinle (* 1959) die unterirdischen Räume der NS-Bauten am Münchner Königsplatz fotografiert und kartografiert. Nach dem Diplomabschluss 1994 arbeitete er einige Jahre künstlerisch mit Piero Steinle zusammen, seit 1999 dann alleine.
Neben seiner eigenen künstlerischen Arbeit war Rosefeldt immer wieder für Produktionen der Schaubühne am Lehniner Platz tätig, oft in Zusammenarbeit mit dem Regisseur und künstlerischen Leiter des Hauses Thomas Ostermeier.
2009 wurde Rosefeldt für ein Jahr als Gastprofessor an die Bauhaus-Universität Weimar berufen. Seit 2011 ist er Professor an der Akademie der Bildenden Künste München.
Im Jahr 2010 wurde Rosefeldt ordentliches Mitglied der Bayerischen Akademie der Schönen Künste in der Abteilung Film- und Medienkunst. Auf dem Kunstmarkt wird Julian Rosefeldt von der König Galerie (Berlin), der Barbara Gross Galerie (München) und der Galería Helga de Alvear (Madrid) vertreten.
Seit Rosefeldt 1999 als Artist in Residence der Sammlung Hoffmann nach Berlin kam, lebt und arbeitet er dort.

## Werk
Julian Rosefeldts Werk besteht hauptsächlich aus aufwendig inszenierten Filminstallationen, die zumeist als panoramaartige Mehrkanal-Projektionen angelegt sind. Hinsichtlich der filmischen Arbeiten sind seine bevorzugten Aufnahmemedien 16-mm-Film und 35-mm-Film, wobei Rosefeldt seit Jahren eng mit dem Kameramann Christoph Krauss zusammenarbeitet. Er bevorzugt in seinen Arbeiten Superbreitwandformat und projiziert meist gleich mehrere Filme oder Dias nebeneinander.
Seine Arbeiten sind konzipiert und geplant wie Spielfilme und ähnlich aufwendig inszeniert und produziert. Die einzelnen Filme laufen oft im Endlosloop auf parallelen Leinwänden ab und dauern zwischen 15 und 50 Minuten.
Die Produktion eines Films dauert durchschnittlich ein Jahr. Nach den ersten Skizzierungen einer Idee folgt die inhaltliche und technische Fixierung, die Konstruktion des Drehbuchs und die Finanzplanung des Projekts. Es finden ausführliche Kontakte und Gespräche mit dem bzw. den Schauspielern statt, um deren darstellerische Möglichkeiten auszuloten, bzw. gemeinsam die Rolle zu erarbeiten.
Monologe und Dialoge der Protagonisten sind häufig Zitate und Collagen aus literarischen oder kunsttheoretischen Texten, aus Politikerreden oder wörtliche übernommene Passagen aus Filmklassikern.
Die eigentliche und sehr kostspielige Drehphase der in der Regel niedrig budgetierten Filme ist dagegen kurz, im Fall von Manifesto waren es zwölf Drehtage. Danach folgt mit der Postproduktion die längste Phase, die mehrere Monate dauern kann. Rosefeldt behandelt mit besonderer Sorgfalt den Sound des Films. Klänge und Musik spielen in seinen Filmen eine dominante Rolle und haben gelegentlich den Part eines ironischen Kommentars zum Geschehen auf dem Schirm. Eine typische Schlägerei in einem Western-Saloon unterlegt er in seiner Installation American Night z. B. mit dem Chorsatz Lacrimosa aus Mozarts Requiem. Durch diese Inkongruenz von Bild und Ton entstehen komische Effekte, mit denen die Erwartungshaltung des Zuschauers getäuscht oder unterlaufen wird.
Rosefeldts Filme zeichnen sich durch lange und ruhige Sequenzen aus, bei denen sich die Position der Kamera oft nur langsam verändert, oder aber durch plötzliche Schwenks die aktuelle Situation im Filmstudio sichtbar wird. Auch dramaturgisch eingesetzte scharfe Filmschnitte brechen gelegentlich den Lauf der Filmerzählung mit Witz und Komik auf. Über Humor in seinen Filmen sagt er 2013 in einem Gespräch: „Wenn man einen Film macht, entsteht Witz nicht einfach so, er ist selbstverständlich ausgedacht […] Und ich wünschte mir das Gleichgewicht zwischen einer Art von tragischem Humor zu halten, weil auch die Protagonisten wie Maschinen sind, wie Roboter, weil sie dem System gehorchen müssen, das ich für sie konstruiert habe. Und darin ist ein tragisches Moment“.

### Fotoarbeiten
Rosefeldts erste bildnerische Arbeiten waren Schwarzweiß-Fotografien von Architektur: Archive of Archives (1995), 15 Fotoprints im Format 63 cm × 53 cm, Detonation – Deutschland (1996/1999), eine Serie von fünf Lightboxes und fünf Diptychen in Schwarzweiß, die in Zusammenarbeit mit Piero Steinle entstanden und von der Typologie der Bechers inspiriert sind. Die Bilder der mit einer Spezialkamera fotografierten Serie Munich – The Unknown Cathedrals (1995) werden auf einen 180°-Schirm projiziert, sodass sich eine Assoziation an Panoramabilder des 19. Jahrhunderts einstellt. Diese Installation ist bereits mit einer Tonspur versehen.
Archive, Paris – The Unknown Cathedrals (1997), sieben Schwarzweiß-Fotos im Format 67 cm × 300 cm, entstand ebenfalls in Zusammenarbeit mit Steinle.
Oktoberfest (1998) ist die erste Fotoarbeit in Farbe und im Großformat. Es sind neun mit Weitwinkel fotografierte Innenaufnahmen des großen Festzelts des Münchener Oktoberfests im Format 124 cm × 266 cm.
Die Fotos für seine und Steinles Diplomarbeiten Hiddencity/Verborgene Stadt (1999) dokumentieren Reste ehemalige Nazi-Bauten am Königsplatz in München. Die Serie umfasst 28 Schwarzweiß-Fotos in unterschiedlichen Formaten.
Global Soap, Mnemories und Juice (2000–2001) sind Fotoarbeiten in Farbe. Rosefeldt hat hier Porträts von meist weiblichen Darstellern aus Fernseh-Soaps fotografiert und digital nachbearbeitet.
Asylum, eine 9-Channel-Installation von 2001/2002, ist die erste Filminstallation, von der er einzelne Filmstills digital bearbeitet hat, sie als eigenständige Fotos definiert und als Drucke herausgegeben hat, ein Verfahren, das er auch in den folgenden Filminstallationen anwendet.

### Bühnenbilder
Ab 2001 bis 2008 schuf er Videos als Bühnenbilder für die Schaubühne am Lehniner Platz in Berlin u. a. für Inszenierungen von Thomas Ostermeier, Tom Kühnel und Grzegorz Jarzyna.

### Filminstallationen
Von jeder Installation gibt es in der Regel eine Auflage von sechs Einheiten.
- 2001/2002: Asylum.
In Asylum geht es um Klischees und Stereotypen über in Deutschland lebende Fremde – Migranten, Gastarbeiter, Underdogs der Arbeitswelt: türkische Putzfrauen mit Kopftüchern, pakistanische Rosenverkäufer, Chinesische Köche, Afghanen, Kosovo-Albaner, alle befinden sich in absurden Situationen an absurden Orten, z. B. eine Gruppe von Schwarzafrikanern in einem Kabinett mit weißen Gipsabgüssen.
Die 120 Mitwirkenden sind Laiendarsteller, die Hälfte davon Asylsuchende, sie sprechen keinen Text.[9] Langsame, hypnotisch wirkende Kamerafahrten werden von einem Chor von Straßenarbeitern untermalt, die nur einen einzigen Ton singen. Die Erstaufführung fand in Berlin im Hamburger Bahnhof statt.
- 2004/2005: Trilogy of  Failure.

1. The Soundmaker.  3-Channel-Installation, 2004, Super-16-mm-Film, Loop 35 min, Kamera: Christoph Krauss
2. Stunned Man. 2-Channel-Installation, 2004, Super-16-mm-Film, Loop ca. 32 min, Kamera: Christoph Krauss
3. The Perfectionist. 3-Channel-Installation, 2005, Loop 25 min. Kamera: Christoph Krauss

- 2007: Requiem. 4-Channel-Installation, Loop 12 min, Kamera: Vitor Amati.
Drehort der Filme ist der brasilianische Regenwald. Visualisiert wird der nahezu unberührte tropische Regenwald im Kontrast zu seiner Zerstörung durch Menschenhand und den Einsatz riesenhafter Roboter, die im Film apokalyptische Ausmaße annimmt. Der Film wurde im dänischen Fuglsang Kunstmuseum uraufgeführt.
- 2006: Lonely Planet, 1-Channel-Installation, Super-35-mm-Film, Loop 16 min, Kamera: Christoph Krauss.
Produziert in Zusammenarbeit mit dem Goethe-Institut
- 2007: The Ship of Fools, Das Narrenschiff. 4-Channel-Installation, Kamera: Christoph Krauss.
Der Film wurde auf Schloss Sacrow bei Potsdam gedreht. Während ununterbrochen Schäferhunde kläffen, singt Christa Ludwig, begleitet von Otto Klemperer, zu einzelnen Szenen Wesendonck Lieder von Richard Wagner.
In der Installation setzt sich Rosefeldt mit den Wandlungen und der Kontinuität des Nationalismus in Deutschland auseinander, von der Romantik über den Nationalsozialismus, die DDR bis hin zum Wiederaufleben des Rechtsextremismus in Deutschland.
- 2008: The Shift. 4-Channel-Installation, Super-16-mm-Film, Kamera: Christoph Krauss.
The Shift wurde produziert als Prolog zu Thomas Ostermeiers Inszenierung der Theaterstücke The City/The Cut von Martin Crimp und Mark Ravenhill an der Berliner Schaubühne. Eine Neufassung war Bestandteil der dreiteiligen Filminstallation Living in Oblivion an der Berlinischen Galerie. Ebenfalls gezeigt wurden hier Hidden City (1994/2010) und  Die unbekannten Kathedralen (1995), die beide in Zusammenarbeit mit Piero Steinle entstanden sind. Living in Oblivion wurde mit dem Vattenfall Contemporary 2010 ausgezeichnet.
- 2009: American Night. 5-Channel-Installation, Kamera: Christoph Krauss.[10] Eine Koproduktion der Bienal de Canarias und des Kunstmuseums Bonn.
American Night parodiert spielerisch vertraute Mythen und Kultbilder des amerikanischen Western: der einsam nach Westen reitende Cowboy, die Frau, die verloren vor einem Blockhaus in einer leeren Landschaft wartet, der Saloon mit seinen Trinkern, Kartenspielern und farbenprächtig hergerichteten Nutten, Männer am nächtlichen Lagerfeuer, eine verlassene Westernstadt. In diese fernen Orte der Vergangenheit kann unvermittelt und brutal die Gegenwart einbrechen, wenn die Stadt zum Übungsplatz des Militärs für den Straßenkampf und den Einsatz moderner Kampfhubschrauber wird. Das Gespräch der fünf Männer am nächtlichen Lagerfeuer besteht aus Zitaten aus Westernklassikern, Bruchstücken aus Reden, bzw. im Stil republikanischer US-Politiker, Song-Texten, die sich zu einer Litanei hohler Phrasen zusammenfügen. Einer der Cowboys zitiert schließlich – mit der Stimme Gary Coopers – dessen berühmten Satz „Of course a weapon is only as good as the man who uses it“ aus dem Film Vera Cruz, woran sich eine Diskussion der Fünf anschließt, wer in welchem Film den Satz gesagt hat, und dann die Kamera nach oben schwenkt, um den gesamten Set mit Schauspielern, Crew, Kameras, Wagenpark und Equipment ins Bild zu bringen.
Der Titel American Night spielt auf Truffauts Filmklassiker La nuit américaine an, in dem der Regisseur die Illusion des Zuschauers stört, indem er ihn am komplizierten Entstehungsprozess des Films teilnehmen lässt.
Drehort der Western-Stadt war eine alte Filmkulisse in Andalusien, in der Sergio Leone 1965 seinen Film Für eine Handvoll Dollar gedreht hat.[11]
- 2011: My home is a dark and cloud-hung land/Meine Heimat ist ein düsteres, wolkenverhangenes Land. 4-Channel-Installation, Loop ca. 30 min.
Eine Auftragsarbeit zum Thema Heimat entstanden aus Anlass der Sonderausstellung „30 Künstler blicken auf Deutschland“ zum zehnjährigen Jubiläum des Jüdischen Museums Berlin.
In der Installation setzt sich Rosefeldt mit dem Phänomen Wald in der deutschen Geschichte auseinander, von Tacitus’ Germania, über die Märchen der Gebrüder Grimm, den Kult der Nazis um die Schlacht im Teutoburger Wald oder den 1936 gedrehten Propagandafilm Ewiger Wald[12] bis zur in Deutschland besonders emotional geführten Debatte über das Waldsterben. Drehorte des Films reichen vom Elbsandsteingebirge über den Teutoburger Wald bis ins Chiemgau.
- 2013/2014 Deep Gold. 1-Channel-Installation, Schwarzweiß-Film, Loop 18 min, Kamera Christoph Krauss.
Deep Gold ist eine hommage an Luis Buñuels surrealistischem Film Das goldene Zeitalter von 1930, den Buñuel in Kooperation mit Salvador Dalí gedreht hat. Buñuel setzte sich in seinem Film mit den Wertvorstellungen der Katholischen Kirche und der verlogenen bürgerlichen Sexualmoral seiner Zeit auseinander. Deep Gold funktioniert wie eine zusätzliche Einfügung in Buñuels Schwarzweiß-Film. Er zeigt eine Welt von Begierde und Lust, in die Modot, der Protagonist in Buñuels Film, hineingezogen und von der Allgegenwärtigkeit weiblicher Sexualität überwältigt wird. Rosefeldts Film ist die vorletzte Episode des sechsteiligen Filmprojekts Der Stachel des Skorpions, das von der Villa Stuck und dem Institut Mathildenhöhe Darmstadt in Auftrag gegeben wurde und an dem auch Tobias Zielony, Chicks on Speed, M+M, Keren Cytter und John Bock beteiligt waren.
- 2015: The Creation. 1-Channel-Installation zur Aufführung des Oratoriums Die Schöpfung von Joseph Haydn auf der Ruhrtriennale am 28. August 2015, mit dem Collegium Vocale Gent und dem B'Rock Orchestra Gent unter der Leitung von René Jacobs. Kamera: Christoph Krauss. Eine weitere Performance fand 2016 im Rahmen des Hollandfestivals in Amsterdam statt.
Thema des Films sind die Einwirkungen des Menschen auf die Natur seit dem Anthropozän. Die Landschaftsaufnahmen wurden in Marokko und in Industriebrachen im Ruhrgebiet – Bottrop, Duisburg, Essen – gedreht.[13]
- 2016: Manifesto. 12-Channel-Installation. Mit Cate Blanchett in 13 Rollen, Kamera: Christoph Krauss.[14] Eine Gemeinschaftsproduktion der Nationalgalerie, Berlin, des Australian Centre for the Moving Image, Melbourne, der Art Gallery of New South Wales, Sydney, des Sprengel Museums, Hannover und der Ruhrtriennale, Erstaufführung am 9. Dezember 2015 in Melbourne, Deutschlandpremiere am 9. Februar 2016 im Hamburger Bahnhof, Berlin.
- 2022: Euphoria ist eine Videoinstallation für 24 Bildschirme, Kamera: Christoph Krauss, die 2022 auf der Ruhrtriennale in der Zeche Zollverein Premiere hatte. Die Musik komponierte Samy Moussa, der Score wird ergänzt durch Beiträge der Saxophonistin Cassie Kinoshi, der Jazz-Drummer Peter Erskine, Terri Lyne Carrington, Yissy Garcia, Antonio Sanchez und Eric Harland sowie Chorsätze, gesungen vom Brooklyn Youth Chorus.

## Auszeichnungen
- 2007: 1. Preis des Internationalen Wettbewerbs im Rahmen der KunstFilmBiennale[15]
- 2010: Vattenfall Contemporary[16]
- Stipendiat in der Deutschen Akademie Rom Villa Massimo 2018/2019[17]

## Sammlungen (Auswahl)
- The Soundmaker - Trilogy of Failure, Part I 2004, Museum of Modern Art New York, Departement Media and Performance, Object number 66.2009[18]

## Ausstellungen
Videoinstallationen von Julian Rosefeldt wurden seit 1998 innerhalb von zahlreichen Gruppenausstellungen in Europa und in Nord- und Südamerika gezeigt.
Einzelausstellungen (Auswahl)
- News. Video- und Audioinstallation von Julian Rosefeldt und Piero Steinle, ZKM Karlsruhe (1998)
- News. Video- und Audioinstallation von Julian Rosefeldt und Piero Steinle, Kunstsammlung NRW, Düsseldorf (1999)
- Galerie für zeitgenössische Kunst Leipzig (1999)
- Goethe Institut Paris (2000)
- Manifesto, Hamburger Bahnhof (2001)
- Museum Franz Gertsch Burgdorf, (2003)
- BALTIC Center for Contemporary Art (2004)
- ZKMax, München (2005)
- Platform China, Beijing (2007)
- Art Gallery of New South Wales, Sydney (2016)
- The Latvian National Museum, Riga (2016)
- Asylum, Herzliya Museum of Contemporary Art, Herzliya, Israel (2017)
- Filminstallation Euphoria auf der Ruhrtriennale/UNESCO Weltkulturerbe Zeche Zollverein - Halle 5 (2022)
- Julian Rosefeldt. When we are gone, Völklinger Hütte (2022/23)
- Julian Rosefeldt. Nothing is Original, C/O Berlin (2025)[20]

## Zitate
„Video ist schnell, skizzenhaft und günstig. Drehen auf Film ist eher dem Arbeiten in der Malerei verwandt, in der Schicht auf Schicht ein Bild entsteht.“

„Ich war immer fasziniert von der geschichteten Struktur (‘layered structure’) gemalter Bilder und von dem Detailreichtum der Historienmalerei, wie Théodore Géricaults ‚Floß der Medusa‘, das eine dramatische Übersicht der Szene zeigt, die sich aus vielen Einzelschicksalen zusammensetzt, die in die Details ausgearbeitet und miteinander verwoben sind.
Die Idee der Tableaux Vivants, das heißt die Rekonstruktion eines Gemäldes mit lebenden Personen, die im 19. Jahrhundert außerordentlich populär war, war eine Inspiration für ‚Asylum‘ und andere Projekte.“

## Trivia
Für den Kinofilm The International von Tom Tykwer aus dem Jahr 2009 (mit Clive Owen, Naomi Watts und Armin Mueller-Stahl in den Hauptrollen) wurde auf dem Gelände des Filmstudios Babelsberg eine originalgetreue Reproduktion des Innenraums des von Frank Lloyd Wright geschaffenen Solomon R. Guggenheim Museums errichtet. Bespielt wurden die nachgebauten Räume des Museums mit einer Retrospektive der filmischen Installationen Rosefeldts. Die filmische Handlung Tykwers sieht in dieser Kulisse einen dramatischen Schusswechsel vor, wobei zahlreiche Installationen Rosefeldts zerschossen werden.

## Bibliografie
Quellentexte
- Anna-Catharina Gebbers, Anneke Jaspers, Udo Kittelmann u. a. (Hrsg.): Julian Rosefeldt. Manifesto. König, Köln 2015, ISBN 978-3-86335-855-6.
- Clive Cazeaux, Julian Rosefeldt: Discussion. Chaired by Laim Devlin. In: On Perfection. An Artist's Symposium. Ed. Jo Longhurst. Intellect, Bristol u. a. 2013, ISBN 978-1-84150-710-1, S. 97–104.

Ausstellungskataloge
- Ingvild Goetz, Stephan Urbaschek (Hrsg.): Fast forward 2. The Power of Motion. Ausst.-Kat. ZKM Museum für Neue Kunst Karlsruhe 2010. Hatje Cantz, Ostfildern 2010, ISBN 978-3-7757-2604-7.
- Julian Rosefeldt. Living in Oblivion. Ausst.-Kat. Berlinische Galerie, Berlin, 2010. Kerber Verlag, Bielefeld 2010, ISBN 978-3-86678-414-7.
- Stephan Berg u. a. (Hg.) Julian Rosefeldt – American Night. Ausst.-Kat. EX3 Centro per l’Arte Contemporanea, 2009, und Kunstmuseum Bonn, 2010, The Green Box Kunst Editionen, Berlin 2009, ISBN 978-3-941644-15-1.
- The Ship of Fools (Collector’s Edition). Hatje Cantz, Ostfildern, 2007[24]
- BALTIC Centre for Contemporary Art, Gateshead (Hg.), Asylum, Ausst.-Kat. Festival d’Avignon u. a., 2004, Hatje Cantz, Ostfildern-Ruit 2004, ISBN 3-7757-1512-6.
- Julian Rosefeldt (Hrsg.): Global Soap. Ausst.-Kat. Künstlerhaus Bethanien 2001. Berlin 2001, ISBN 3-00-008099-6.
- Julian Rosefeldt, Piero Steinle, Iris Lauterbach (Hrsg.):  Bürokratie und Kult. Das Parteizentrum der NSDAP am Königsplatz in München. Deutscher Kunstverlag, Berlin, München 1995, ISBN 3-422-06164-9.
- News: Eine Videoinstallation von Julian Rosefeldt und Piero Steinle, Ausst.-Kat. Kunstsammlung Nordrhein-Westfalen, Düsseldorf, 1998, Kehrer Verlag, Heidelberg 1998, ISBN 3-933257-02-6 / Kunstsammlung Nordrhein-Westfalen, Düsseldorf, 1998, ISBN 3-926154-36-5.
- Julian Rosefeldt, Piero Steinle (Hrsg.): Paris – Les Cathédrales Inconnues – Espaces vides dans l’ombre de la ville. Ausst.-Kat., Espace des Blancs Manteaux, Eigenverlag, Paris, 1997.
- Julian Rosefeldt, Piero Steinle (Hrsg.): Detonation Deutschland – Sprengbilder einer Nation. Ausst.-Kat., Orangerie, 1996. Eigenverlag, München 1996.
- Euphoria. Julian Rosefeldt. Hrsg. von Ralf Beil. Weltkulturerbe Völklinger Hütte / Walther König, Köln, 2024. ISBN 978-3-75330588-2

Sekundärliteratur
- Michael Rush: Video Art. 2. überarb. Auflage. London 2007, ISBN 978-0-500-28487-2.
- Stephan Berg u. a. (Hrsg.): Julian Rosefeldt: Film Works. Hatje Cantz, Ostfildern 2008, ISBN 978-3-7757-2171-4.